# 私立恵比寿中学「狂い咲きエビィーロード 〜終わりなき進級〜」
『私立恵比寿中学「狂い咲きエビィーロード 〜終わりなき進級〜」』（しりつえびすちゅうがく くるいざきエビィーロード おわりなきしんきゅう）は、私立恵比寿中学のコンサート。2013年3月31日によみうりランド オープンシアターEASTで行われた。DVD、Blu-rayは2013年7月24日にDefSTAR RECORDSから発売。

## 概要
初回限定盤は、三方背BOX仕様で、40Pブックレット、ポストカード、応募チラシが封入されている。

## 曲目
01. サクラ・ゴーラウンド
02. 踊るガリ勉中学生
03. Go! Go! Here We Go! ロック・リー
04. 売れたいエモーション!
05. 放課後ゲタ箱ロッケンロールMX
06. 仮契約のシンデレラ
07. 大好きだよ
08. もっと走れっ!!
09. チャイム!
10. スターダストライト
11. オーマイゴースト?〜わたしが悪霊になっても〜
12. 禁断のカルマ
13. ザ・ティッシュ〜とまらない青春〜
14. 手をつなごう
15. えびぞりダイアモンド!!
16. 頑張ってる途中
17. 梅
18. 大人はわかってくれない
19. 永遠に中学生
20. イッショウトモダチ
21. また明日
22. 仮契約のシンデレラ
特典映像
23. 狂い撮りメイキングムービィー